# Masirana kinoshitai
Masirana kinoshitai là một loài nhện trong họ Leptonetidae.
Loài này thuộc chi Masirana. Masirana kinoshitai được miêu tả năm 2000 bởi Irie.